# Ghiacciaio Robillard
Il ghiacciaio Robillard (in inglese Robillard Glacier) è uno stretto ghiacciaio situato sulla costa di Bowman, nella parte sud-orientale della Terra di Graham, in Antartide. Il ghiacciaio, il cui punto più alto si trova a circa 1026 m s.l.m., fluisce in direzione est-nord-est fino ad entrare nell'insenatura di Solberg.

## Storia
Il ghiacciaio Robillard fu scoperto da alcuni membri del Programma Antartico degli Stati Uniti d'America di stanza alla base Est nel 1939-41, fu quindi fotografato nel 1947 durante una ricognizione aerea effettuata nel corso della spedizione antartica condotta nel 1947-48 al comando di Finn Rønne, e infine mappato nel 1948 dal British Antarctic Survey, che all'epoca si chiamava ancora Falkland Islands and Dependencies Survey (FIDS). Ronne lo battezzò così in onore del capitano della marina militare statunitense George Robillard che assistette Ronne nell'ottenere il supporto del Congresso statunitense grazie al quale ottenne la nave per la sua spedizione.